# Zhané
A Zhané egy amerikai női R&B / Hip-Hop Soul duó. Legnagyobb slágerük az 1993-ban megjelent Hey Mr. D.J című dal volt, mely az amerikai Billboard Hot 100-as listán a 6. helyig jutott. Ezen kívül több slágerlistás daluk is volt, többek között a Groove Thang, az Evelyn "Champagne" King feldolgozás a Shame, vagy a Sending My Love című dalok.

## Kezdetek
A 90-es évek elején Renée Neufville és Jean Norris egy Philadelphiai Templomkórusban találkoztak, miközben mindketten több tehetségkutatón is megfordultak már. 1991-ben találkoztak Dj Jezzy Jeff-el, akik ekkor készítették a Summertime című felvételüket is, valamint a Ring My Bell című feldolgozást is. A korábbi Warner Bros. vezetője Benny Medina azt javasolta a lányoknak, hogy alapítsanak együttest. A csapat nevét Neufville találta ki, hogy a Jean és Renée első nevének francia kiejtését használják, ami úgy hangzott hogy "Jahnay". Norris szerint egy "Z"-t adunk hozzá, és így lett Zhané a nevük.

## Az áttörés és a Pronounced Jah-Nay
A Zhané 1993-ban minden idők egyik legjobb party himnuszával a Hey Mr. D.J.-vel jelentkezett, miután találkozott a Naughty by Nature tagjaival. A lányok lenyűgözték a producert azzal, hogy bementek a stúdióba, hogy rögzítsék a Roll Wit Tha Flava zenei anyagára ezt a dalt, mely később külön lemezként is megjelent, és a pop listákon a 6. helyet megszerezte. 1994-ben szerződést kötöttek a Motown kiadóval, az első albumra, és további Top 40-es kislemezre, mely év végéig arany státuszt kapott. Két évvel később pedig platina lett az album. A csapat 4. Top 40-es slágere a Shame lett.

## Saturday Night
A duó következő albuma a Saturday Night 1997-ben látott napvilágot, melyet Kay Gee, Eddie F. és a csapat tagjai készítették. Az albumon Queen Latifah is közreműködött, és készített remixeket. Az album nem került be a Top 40-be.

## Diszkográfia

### Stúdióalbumok
| 1994                                                                  | Pronounced Jah-Nay - Megjelent: 1994. február 4. - Label: Motown - Formátum: CD, LP, MC | 37 | 8 | 50 | 44 | —  | 89 | - US: Platina |
| 1997                                                                  | Saturday Night - Megjelent: 1997. április 22. - Label: Motown - Formátum: CD, LP, MC    | 41 | 8 | —  | 90 | 26 | 52 |               |
| "—" nem volt slágerlistás helyezés, vagy nem jelent meg az országban. |                                                                                         |    |   |    |    |    |    |               |

### Kislemezek
| Év                                                                    | Cím                | Legjobb slágerlistás helyezés | Legjobb slágerlistás helyezés | Legjobb slágerlistás helyezés | Legjobb slágerlistás helyezés | Legjobb slágerlistás helyezés | Legjobb slágerlistás helyezés | Legjobb slágerlistás helyezés | Legjobb slágerlistás helyezés | Legjobb slágerlistás helyezés | Legjobb slágerlistás helyezés | Legjobb slágerlistás helyezés | Album                  |
| Év                                                                    | Cím                | US                            | US R&B                        | US Dan                        | AUS                           | AUT                           | CAN                           | FRA                           | GER                           | NZ                            | SWI                           | UK                            | Album                  |
| --------------------------------------------------------------------- | ------------------ | ----------------------------- | ----------------------------- | ----------------------------- | ----------------------------- | ----------------------------- | ----------------------------- | ----------------------------- | ----------------------------- | ----------------------------- | ----------------------------- | ----------------------------- | ---------------------- |
| 1993                                                                  | "Hey Mr. D.J."     | 6                             | 3                             | 2                             | 9                             | 27                            | 2                             | 32                            | 29                            | 20                            | 42                            | 26                            | Pronounced Jah-Nay     |
| 1994                                                                  | "Groove Thang"     | 17                            | 2                             | 13                            | 17                            | —                             | 3                             | 42                            | 99                            | 7                             | —                             | 34                            | Pronounced Jah-Nay     |
| 1994                                                                  | "Sending My Love"  | 40                            | 5                             | —                             | 126                           | —                             | —                             | —                             | —                             | —                             | —                             | —                             | Pronounced Jah-Nay     |
| 1994                                                                  | "Vibe"             | 119                           | 33                            | —                             | 142                           | —                             | —                             | —                             | —                             | —                             | —                             | 67                            | Pronounced Jah-Nay     |
| 1994                                                                  | "Shame"            | 28                            | 12                            | 46                            | 133                           | —                             | 79                            | —                             | —                             | 50                            | —                             | 66                            | A Low Down Dirty Shame |
| 1995                                                                  | "You're Sorry Now" | —                             | 38                            | —                             | —                             | —                             | —                             | —                             | —                             | —                             | —                             | —                             | Pronounced Jah-Nay     |
| 1997                                                                  | "Request Line"     | 39                            | 9                             | —                             | —                             | —                             | —                             | —                             | —                             | 12                            | —                             | 22                            | Saturday Night         |
| 1997                                                                  | "Crush"            | 106                           | 24                            | —                             | —                             | —                             | —                             | —                             | —                             | —                             | —                             | 44                            | Saturday Night         |
| "—" nem volt slágerlistás helyezés, vagy nem jelent meg az országban. |                    |                               |                               |                               |                               |                               |                               |                               |                               |                               |                               |                               | Saturday Night         |

#### Közreműködő előadóként
| 1995                                                                  | "Freedom (Theme from Panther)" | Various Artists   | 45 | 18 | —  | —  | —  | Panther                              |
| 1996                                                                  | "It's a Party"                 | Busta Rhymes      | 52 | 27 | —  | 34 | 23 | The Coming                           |
| 1997                                                                  | "4 More"                       | De La Soul        | —  | —  | —  | —  | 52 | Stakes Is High                       |
| 1999                                                                  | "Jamboree"                     | Naughty by Nature | 10 | 4  | 74 | 22 | 51 | Nineteen Naughty Nine: Nature's Fury |
| "—" nem volt slágerlistás helyezés, vagy nem jelent meg az országban. |                                |                   |    |    |    |    |    |                                      |